# Алегрет
Алегре́т (окс. Alegret) — гасконський трубадур, один з найбільш ранніх ліричних сатириків, що писали окситанською мовою, (творча діяльність припадає на другу половину XII століття або близько 1145 року).

## Біографія
Сучасник і, можливо, учень Маркабрюна. Як і Маркабрюн, писав в «темному стилі». До нашого часу дійшло лише два твори Алегрета: пісня любовного змісту й сірвента, які прославляють Альфонса VII Кастильського. Цей трубадур вплинув на поезію Бернарда де Вентадорна та Раймбаута д'Ауренгі (Оранського). Стилістично ж до Алегрета найбільш близький Пейре д'Овернь. Алегрет — один з перших трубадурів, який в описі куртуазній любові використовував поняття з феодального юридичного побуту.